# The Oath (film)
The Oath (originaltitel: Eiðurinn) är en isländsk thrillerfilm från 2016 i regi av Baltasar Kormákur. Huvudrollerna spelas av Baltasar Kormákur, Hera Hilmar och Gísli Örn Garðarsson. Den handlar om en läkare som försöker rädda sin dotter från droger och en kriminell pojkvän.
Filmen hade Islandspremiär den 9 september 2016. Dagen efter hade den utlandspremiär vid Toronto International Film Festival.

## Rollista (i urval)
- Baltasar Kormákur – Finnur
- Hera Hilmar – Anna
- Gísli Örn Garðarsson – Óttar
- Ingvar Eggert Sigurðsson – Halldór
- Joi Johannsson – Polis
- Þorsteinn Gunnarsson – Gulli
- Þorsteinn Bachmann – Ragnar
- Sigrún Edda Björnsdóttir – Ragnheiður
- Jakob Þór Einarsson - Annas läkare

## Mottagande
Dennis Harvey vid Variety såg likheter med filmen Taken. Han beskrev rollfigurerna som "välcastade och -definierade" samt kallade iscensättningen för "stilistiskt rättfram och tekniskt polerad".